# Velleia
Velleia es un género con 22 especies de plantas fanerógamas perteneciente a la familia Goodeniaceae.

## Hábitat
Son plantas herbáceas 21 endémicas de Australia, y una endémica de Nueva Guinea.

## Taxonomía
El género fue descrito por  James Edward Smith y publicado en Trans. Linn. Soc. London 4: 217. 1798.

## Especies
- Velleia arguta R.Br.
- Velleia connata F.Muell.
- Velleia cycnopotamica F.Muell.
- Velleia daviesii F.Muell.
- Velleia discophora F.Muell.
- Velleia exigua (F.Muell.) Carolin
- Velleia foliosa (Benth.) K.Krause
- Velleia glabrata Carolin
- Velleia hispida W.Fitzg.
- Velleia lyrata R.Br.
- Velleia macrocalyx de Vriese
- Velleia macrophylla (Lindl.) Benth.
- Velleia montana Hook.f.
- Velleia panduriformis Benth.
- Velleia paradoxa R.Br.
- Velleia parvisepta Carolin
- Velleia perfoliata R.Br.
- Velleia pubescens R.Br.
- Velleia spathulata R.Br.
- Velleia trinervis Labill.